# ياسريه (مقاطعة فسا)
ياسريه (بالفارسية: یاسریه) هي قرية تقع في Now Bandegan District في إيران. يقدر عدد سكانها بـ 2,619 نسمة .